# 銀箭特快列車

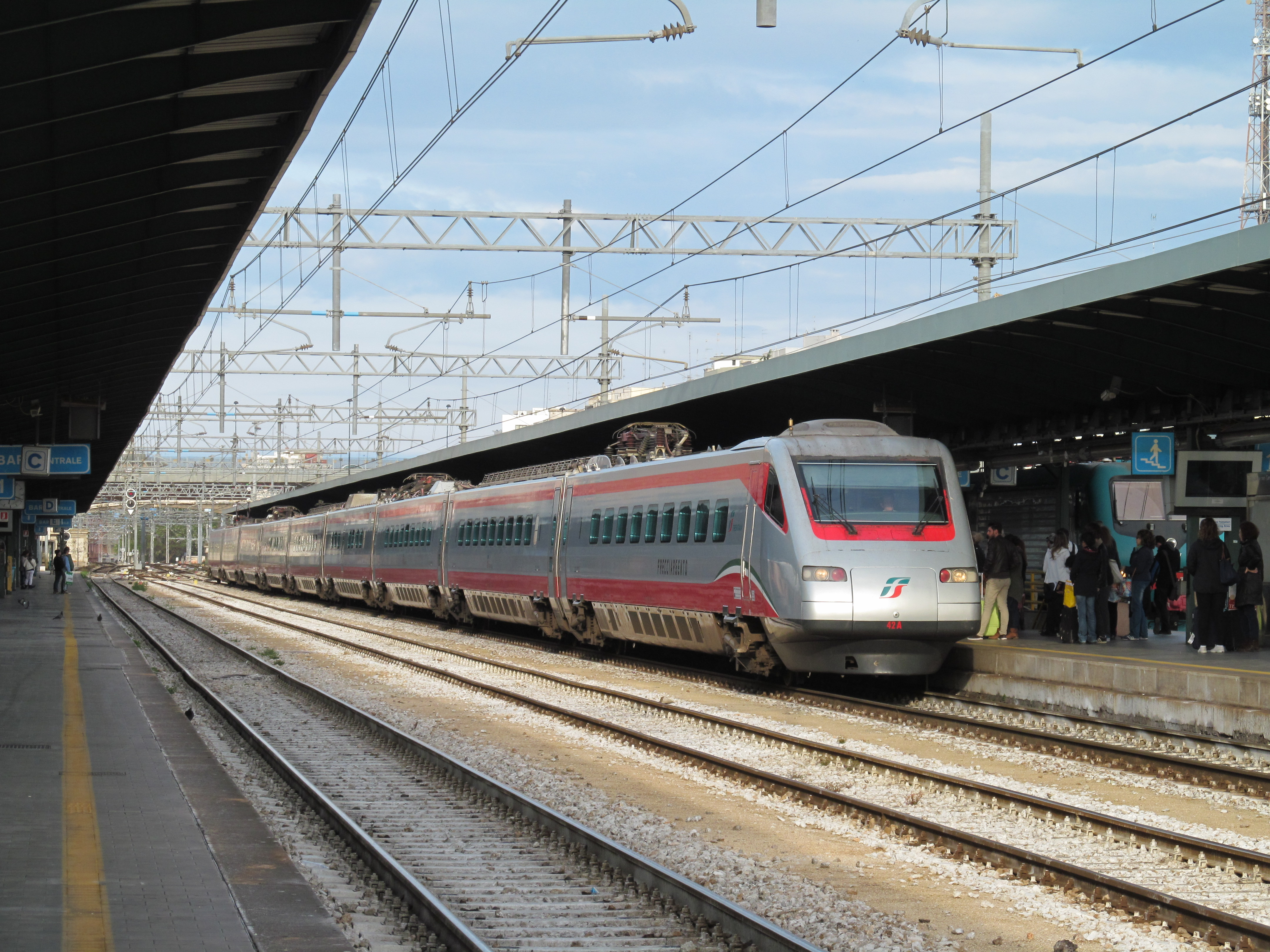
銀箭ETR 485型特快列車

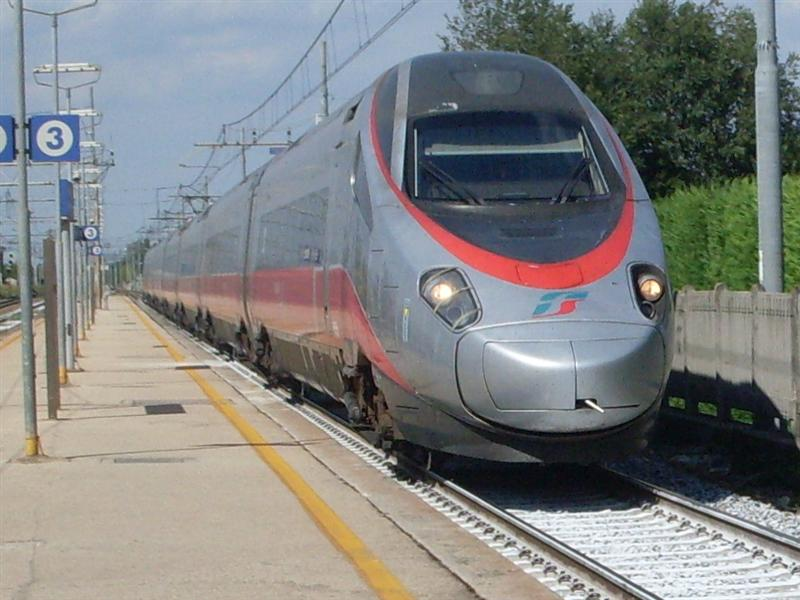
銀箭ETR 600型特快列車

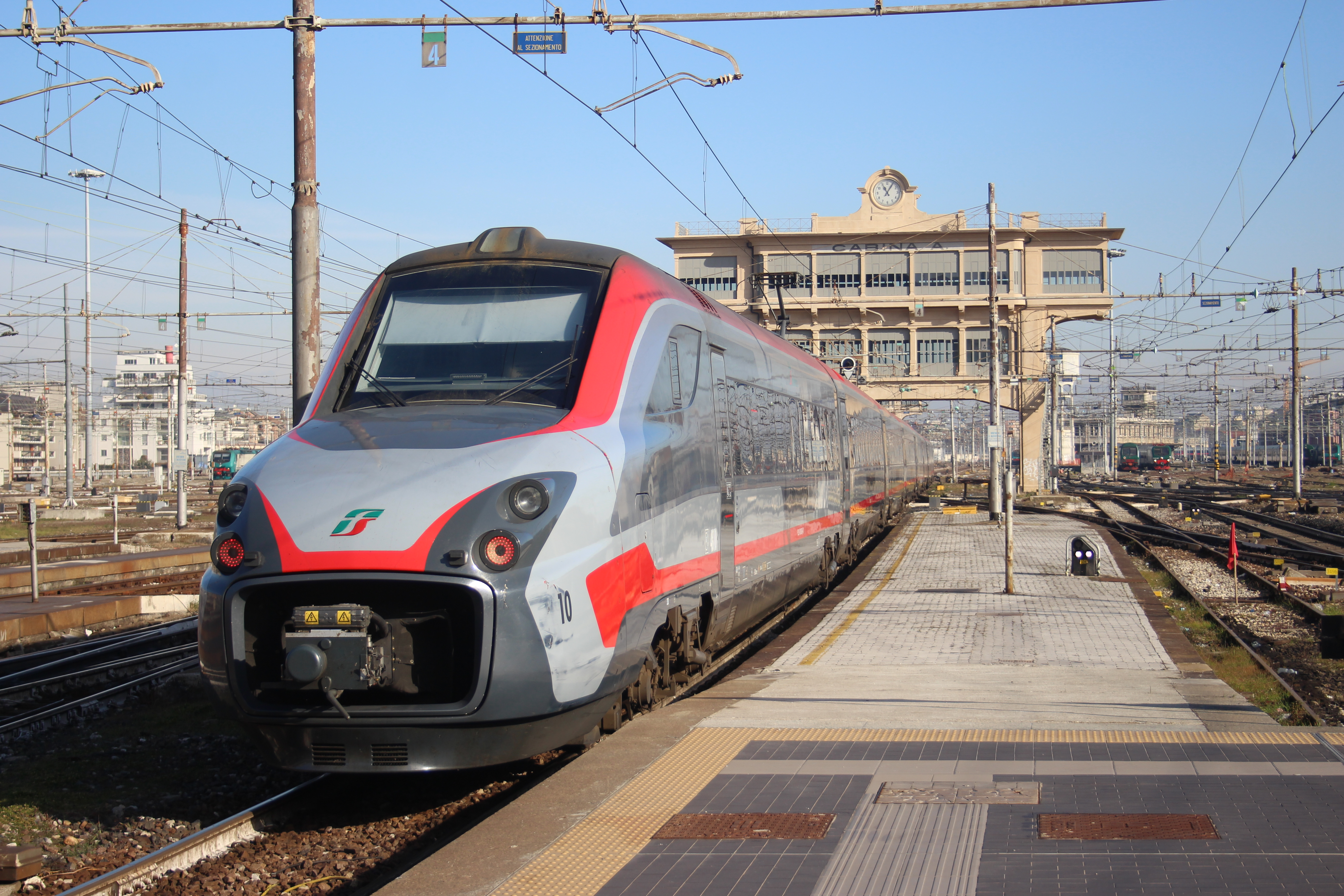
銀箭ETR 700型特快列車

銀箭特快列車（意大利語︰Frecciargento）是意大利鐵路旗下的高速列車。其前身為意大利歐洲之星。
銀箭特快列車的最高時速可達每小時250公里。

## 路線
- 羅馬 - 那不勒斯 - 薩萊諾 - 拉梅齊亞泰爾梅 - 雷焦卡拉布里亚
- 烏迪內 - 威尼斯 - 帕多瓦 - 博洛尼亞 - 佛羅倫斯 - 羅馬
- 的里雅斯特 - 威尼斯 - 帕多瓦 - 博洛尼亞 - 佛羅倫斯 - 羅馬
- 博爾扎諾 - 維羅納 - 博洛尼亞 - 佛羅倫斯 - 羅馬
- 貝加莫 - 布雷西亞 - 維羅納 - 博洛尼亞 - 佛羅倫斯 - 羅馬
- 曼托瓦 - 摩德納 - 博洛尼亞 - 羅馬
- 熱那亞 - 拉斯佩齊亞 - 比薩 - 佛羅倫斯 - 羅馬

## 列車型號
ETR485型︰擺式列車，由九節車廂組成，489個座位，最高時速每小時250公里。

ETR600型︰擺式列車，由七節車廂組成，432個座位，最高時速每小時250公里。

ETR700型︰非擺式列車，由八節車廂組成，500個座位，最高時速每小時250公里。